# UFC Fight Night: Mir vs. Duffee
UFC Fight Night: Mir vs. Duffee (también conocido como UFC Fight Night 71) fue un evento de artes marciales mixtas celebrado por Ultimate Fighting Championship el 15 de julio de 2015 en el Valley View Casino Center, en San Diego, California.

## Historia
El evento estelar contó con el combate de peso pesado entre Frank Mir y Todd Duffee.
Bobby Green esperaba enfrentarse a Al Iaquinta en el evento. Sin embargo, Green se lesionó y fue retirado el 17 de junio, siendo reemplazado por Gilbert Meléndez. El 6 de julio, se anunció que Meléndez había dado positivo por testosterona en su combate de UFC 188 y fue suspendido durante un año. Como resultado, el combate fue retirado del evento.

## Premios extra
Cada peleador recibió un bono de $50,000.
- Pelea de la Noche: Alan Jouban vs. Matt Dwyer
- Actuación de la Noche: Frank Mir y Tony Ferguson